# 용호비결
용호비결은 16세기 조선의 북창 정렴이 지은 단전호흡 교과서이다. 수많은 조식법 교재 중에서 가장 탁월하다는 평가를 받고 있다.
옛사람들은 신선이 되는 방법인 단전호흡 또는 조식법을 비밀리에만 가르치고 공개하지를 않았으나, 자신은 이를 공개하여 누구나 단전호흡을 쉽게 익힐 수 있게 하려고 한다고 쓰고 있다.
20세기에 들어, 연정원을 만든 봉우 권태훈은 용호비결을 가르치면서, 다시 현대에 맞게 조식호흡법이라는 책을 썼다.

## 같이 보기
- 시해선 - 조식법으로 가능한 신선
- 안반수의경 - 불교 수식법 또는 위파사나의 교과서
- 몽산법어 - 불교 간화선의 교과서